# Erin Leigh Price
Erin Leigh Price (* vor 1999) ist eine Schauspielerin.

## Leben
Price spielte 2003 an der Seite von Jon Sherrin und Craig Pinkston die Destiny in Jorge Ameers Drama The Singing Forest. Sie war nur in der ersten Hälfte der 2000er Jahre als Schauspielerin aktiv. Zu den wenigen Produktionen, in denen sie kleine Auftritte hatte, gehören die Fernsehserien Buffy – Im Bann der Dämonen (2000), Star Trek: Raumschiff Voyager (1999–2001) und Star Trek: Enterprise (2003–2004).

## Filmografie
- 1999–2001: Star Trek: Raumschiff Voyager (Star Trek: Voyager, Fernsehserie, 7 Folgen)
- 2000: Buffy – Im Bann der Dämonen (Buffy the Vampire Slayer, Fernsehserie, eine Folge)
- 2002: Influence (Kurzfilm)
- 2003: Farm Sluts (Kurzfilm)
- 2003: The Singing Forest
- 2003–2004: Star Trek: Enterprise (Fernsehserie, 2 Folgen)
- 2005: The Leftovers (Kurzfilm)